# Spisak lanaca supermarketa u Sloveniji
U Sloveniji su prisutni sledeći trgovački lanci:
| Supermarket | Slika | Godina osnivanja/ulaska na tržiste Slovenije | Sedište kompanije/ vlasništvo                                | Broj filijala        | Ostali podaci |
| ----------- | ----- | -------------------------------------------- | ------------------------------------------------------------ | -------------------- | --- |
| Merkator    |       | 1949.                                        | Ljubljana / Mercator d.d.                                    |                      | |
| Tuš         |       | 1989.                                        | Celje / Tuš Holding d.o.o.                                   | 107 (decembar 2012.) | |
| Lidl        |       | 1973/2007.                                   | Nekarsulm / Lidl Stiftung & Co. KG                           |                      | jedan od najvećih diskontnih supermarketa u Evropi gde se po povoljnim cenama može naći nešto skormniji asortiman proizvoda. |
| Hofer       |       | 1913/2005.                                   | Milhajm na Ruru /                                            | 65                   | |
| Špar ( )    |       | 1932/1991.                                   | Amsterdam (odnosno Ljubljana/ SPAR Slovenija d.o.o.          | 86 (kraj 2011.)      | |
| fr.         |       | 1949./2000.                                  | Ivri sir Sen(fr. Ivry-sur-Seine )                                           | 2                    | |
| EuroSpin    |       | 1993.                                        | San Martino Buon Albergo odnosno Renče / Eurospin EKO d.o.o. | 38                   | |

## Spoljašnje veze
- Архивирано на веб-сајту  (4. фебруар 2013)
- Архивирано на веб-сајту  (11. мај 2012)